# Тюрингенские колбаски
Тюрингенские колбаски (нем. Thüringer Rostbratwurst) — оригинальная колбаса, производится в немецкой земле Тюрингия, имеет защищенный статус географического наименования в соответствии с законодательством Европейского союза.

## История
Тюрингенская колбаска производится уже сотни лет. Самое старое известное упоминание о тюрингской колбасе находится в Государственном архиве Тюрингии в Рудольштадте в расшифровке счета из Арнштадтского монастыря от 1404 года. Самый старый известный рецепт датируется 1613 годом и хранится в Государственном архиве в Веймаре, внесён в «Thüringisch-Erfurtische Kochbuch» от 1797 года, в котором также упоминается копчёный сорт.

## Рецептура
В производстве используется только мелко измельченная свинина, говядина, иногда телятина. Большая часть мяса берётся из верхней части вокруг плеча. Кроме соли и перца используют тмин, майоран, чеснок. Конкретные смеси специй могут варьироваться в зависимости от традиционных рецептов или региональных вкусов. Не менее 51 % ингредиентов должны быть произведены в Тюрингии. Это условие было снято в 2012 году после запроса Германии, опубликованного в Официальном журнале Европейского союза, 22 октября 2011 года. Эти ингредиенты смешивают вместе и заполняют кишки свиньи или овцы. Тюрингенские колбасы отличаются от десятков уникальных видов немецких колбасных изделий характерными специями (в том числе майораном) и низким содержанием жира (25 % по сравнению с 60 % в других колбасах).
Согласно немецкому закону о мясном фарше Hackfleischverordnung, сырые колбасы должны продаваться в день их изготовления или до закрытия ночного заведения. Колбасы, приготовленные на гриле, имеют срок годности 15 дней, а колбасы, замороженные сразу после их изготовления, могут храниться 6 месяцев.

## Приготовление
Предпочтительный способ приготовления тюрингской колбасы — жарить на углях или на гриле, натертом беконом. Огонь не должен быть настолько сильным, чтобы лопалась кожура. Однако желательно некоторое обугливание. Сосиски во время жарки иногда сбрызгивают пивом.
Обычно тюрингская колбаса подаётся в порезанном виде и с горчицей.

## В культуре
Для жителей Тюрингии жареные тюрингские колбаски — это не просто местная кухня. Гриль лежит в основе культуры Тюрингии. В основном для охлаждения гриля используется пиво вместо воды, а тип гриля — вопрос выбора. Горчица, желательно местная, является традиционной приправой. Чаще всего используется «природная горчица» от местной пищевой компании в Эрфурте. В некоторых регионах употребление любых приправ, даже горчицы, является строгим табу. В восточной Тюрингии чаще всего используется Бауцнерская горчица.
В 2006 году в Хольцхаузене, части Ваксенбурггемайнде недалеко от Арнштадта, открылся Немецкий братвурстмузеум, первый музей, посвященный исключительно тюрингским колбасам.